# حرف ناطولي
الحُرْف الناطولي نوع نباتي يتبع جنس الحُرْف من الفصيلة الصليبية.

## الموئل والانتشار
موطنه غرب الولايات المتحدة الأمريكية وجنوب غرب كندا.